# Achyronychia cooperi
Achyronychia cooperi – gatunek rośliny z monotypowego rodzaju Achyronychia z rodziny goździkowatych. Występuje na terenach pustynnych w Kalifornii, Arizonie i Meksyku. 

## Morfologia
Płożąca, naga lub nieco owłosiona roślina jednoroczna. Łodygi liczne o długości 3–17 cm. Liście naprzeciwległe, z drobnymi błoniastymi przylistkami i lancetowatą blaszką o długości 3–20 mm. Kwiaty zebrane po kilkadziesiąt w gęste kwiatostany. Kwiaty o długości 2,5–3 mm. Działki kielicha wolne, w liczbie 5, zielone z białym brzegiem. Płatków korony brak.  Pręcików płodnych jest 1–2, a płonnych 14–19. Szyjka słupka w górze rozwidlona. Owoc drobny. 

## Systematyka
Rodzaj zaliczany jest do plemienia Paronychieae i podrodziny Paronychioideae w obrębie rodziny goździkowatych. Jedyny przedstawiciel jest blisko spokrewniony z rodzajem Scopulophila i bywa z nim łączony.